# Orchon
Orchon (mong. Орхон гол) – rzeka w środkowej Mongolii, najdłuższa rzeka Mongolii, prawy dopływ Selengi. Długość – 1124 km, powierzchnia zlewni – 132,8 tys. km². 
Źródła leżą w Changaju, w ajmaku północnochangajskim. W dolnym odcinku rzeka jest zdatna do żeglugi statków z Selengi. W rzece liczne ryby, w tym tajmień, lin, szczupak, karp, okoń i sum. W dolinie Orchon gol leży starożytna stolica Mongolii Karakorum. Obok niej w głębokim wąwozie, przecinającym neogeńskie bazalty, znajduje się Orchony Ulaan Cutgalan chürchree (Ulgan Nuttlan) – jeden z największych w Mongolii wodospadów (wysokość 24 m), który jest też jednym z najczęściej odwiedzanych przez turystów obiektów przyrodniczych. 
Dolina Orchonu wpisana jest na listę światowego dziedzictwa UNESCO. 
Główne dopływy: Tuul gol i Tamir.